# Monte Melkonian
Pour les articles homonymes, voir Melkonian.
Monte Melkonian (en arménien : Մոնթէ Մելքոնեան), né le 25 novembre 1957 à Visalia en Californie aux États-Unis et mort le 12 juin 1993 à Merzili, au Haut-Karabagh, est un chef militaire arménien, un révolutionnaire et un militant nationaliste de gauche. Il était commandant de l'armée de défense de l'Artsakh.
À la tête du détachement armé du Martouni, il s'est particulièrement illustré durant la guerre du Haut-Karabagh. Au cours de ce conflit, il est tué par des militaires azerbaïdjanais ; son corps est rapatrié en Arménie pour y être enterré au cimetière militaire d'Erablur à Erevan.
Né en Californie , Melkonian a quitté les États-Unis et est arrivé en Iran comme enseignant en 1978, au milieu de la révolution iranienne . Il a participé à des manifestations contre le Shah Mohammed Reza Pahlavi, puis s'est rendu au Liban pour servir dans une milice arménienne basée à Beyrouth combattant dans la guerre civile libanaise. Melkonian était actif à Bourj Hammoud et était l'un des organisateurs de l'attaque du consulat turc à Paris en 1981. Il a ensuite été arrêté et emprisonné en France. Il a été libéré en 1989 et a obtenu un visa pour se rendre en Arménie en 1990.
Avant la première guerre du Haut-Karabakh, au cours de laquelle il commandait environ 4 000 soldats arméniens, Melkonian n'avait aucun historique de service officiel dans les forces armées d'aucun pays. Au lieu de cela, son expérience militaire est venue de son activité au sein de l'ASALA pendant la guerre civile libanaise. Avec l'ASALA, Melkonian a combattu diverses milices libanaises à Beyrouth et dans ses environs, et a également pris part aux combats contre Israël pendant la guerre du Liban de 1982.
Au cours de sa carrière militaire, Melkonian avait adopté un certain nombre de pseudonymes, notamment Abou Sindi, Timothy Sean McCormack et Saro. Pendant la première guerre du Haut-Karabakh, de nombreux soldats arméniens sous son commandement l'appelaient Avo ( ڱւօ ). Le 12 juin 1993, Melkonian a été tué par des soldats azerbaïdjanais alors qu'il surveillait le village de Mərzili avec cinq autres soldats arméniens après une bataille. Il a été enterré à Yerablur, un cimetière militaire de la capitale arménienne d'Erevan, et a reçu à titre posthume le titre de Héros national de l'Arménie en 1996.

## Biographie

### Jeunesse
Monte Melkonian, né le 25 novembre 1957 à Visalia en Californie est le troisième enfant (parmi quatre) de Charles et Zabel Melkonian, respectivement ébéniste et institutrice.
À l'âge de 12 ans, en 1969, Monte Melkonian a l'occasion de voyager avec sa famille en Europe puis en Turquie ; il visite ainsi la ville de Merzifon d'où sa famille maternelle est originaire.
En 1978, il est diplômé en histoire de l'université de Californie à Berkeley.

### L'activiste
De 1978 et son arrivée en Iran, à 1989 et sa sortie de la maison centrale de Poissy en France, l'activisme politique de Monte Melkonian va trouver trois terrains d'actions directes successifs : la Révolution iranienne, la Guerre civile libanaise et enfin, son implication au sein de l'Asala.

#### Révolution iranienne
Arrivé en Iran en 1978, Monte Melkonian y enseigne l'anglais dans une école. Sensibilisé à la volonté populaire de renverser le shah Mohammad Reza Pahlavi, il organise une grève dans l'école dans laquelle il enseigne. Au cours d'évènements tel que le vendredi noir, il assiste à une très violente répression des opposants. Son expérience iranienne semble avoir constitué un premier pas, vers un réel activisme politique.
Plus tard, il s'est rendu au Kurdistan iranien, où les partisans kurdes l'ont profondément impressionné. Des années plus tard, au sud du Liban, il porte occasionnellement l'uniforme des peshmergas kurdes qui lui a été offert au Kurdistan iranien.

#### Guerre du Liban

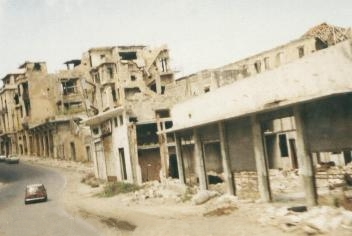
Beyrouth, 1978.

Fin 1978, Melkonian quitte l'Iran pour se rendre à Beyrouth au Liban, pays alors en prise à la guerre civile. Il participe alors activement, et pendant deux ans, aux actions d'auto-défense du quartier arménien de Beyrouth ; ce quartier, le Bourj Hammoud, est alors menacé par la mouvance extrémiste des phalanges libanaises et plus généralement par des milices maronites. Alors qu'il vivait à Beyrouth-Est, Melkonian a travaillé clandestinement avec des membres individuels du Parti social-démocrate Hentchak et du Parti communiste libanais. Bien qu'il n'ait jamais prêté allégeance à la Fédération révolutionnaire arménienne (FRA), il était membre de la milice arménienne qui défendait les positions dans et autour de Bourj Hammoud qui étaient sous le commandement des « chefs de groupe » de la FRA. Melkonian a été membre permanent des bases de la milice à Bourj Hammoud, Beyrouth Ouest, Antélias, Beyrouth Est et dans d'autres régions pendant près de deux ans, période pendant laquelle il a participé à plusieurs combats de rue contre les forces des Phalanges. Il a également commencé à travailler derrière les lignes dans le territoire contrôlé par les Phalangistes, au nom du Mouvement national libanais. À cette époque, il parlait arménien – une langue qu'il n'avait apprise qu'à l'âge adulte (l'arménien était la quatrième ou cinquième langue que Melkonian apprenait à parler couramment, après l'espagnol, le français et le japonais. De plus, il parlait passablement l'arabe, l'italien et le turc. ainsi qu'un peu de persan et de kurde ). Durant cette période, il se rapproche du groupe armé marxiste-léniniste, issu de la diaspora arménienne, l'Asala, pour finalement en devenir un membre actif, dès 1980.
C'est au Liban qu'il rencontre sa future épouse, Seta Kbranian.

#### Membre de l'ASALA
Très présent au Liban, l'Asala se rapproche au début des années 1980 de l'OLP qui possède également certaines de ses bases arrière dans ce même pays. Après le rapprochement de Yasser Arafat avec la Turquie, l'Asala se rapproche du FPLP ou encore du FDLP.
Le 31 juillet 1980 à Athènes , Melkonian a assassiné l'attaché administratif de l' ambassade turque en Grèce , Galip Ozmen , considéré par Melkonian comme une cible légitime pour représenter un régime qui a commis le génocide arménien, occupé le nord de Chypre, massacré des Kurdes en Turquie, entre autres . crimes. Après sa mort, Özmen s'est également révélé être un espion des services secrets turcs (MIT). Melkonian a également tiré sur les passagers des sièges avant et arrière qui étaient masqués par des vitres teintées sombres, pensant qu'il s'agissait d'autres diplomates. Les passagers se sont révélés plus tard être l'épouse d'Ozmen, Sevil, et son fils Kaan, âgé de seize ans, qui ont été blessés mais ont survécu, ainsi que sa fille Neslihan, âgée de quatorze ans, qui est décédée plus tard des suites de ses blessures. Melkonian aurait été mécontent de découvrir qui étaient les autres passagers et a écrit plus tard qu'il les aurait épargnés s'il avait eu une vision plus claire.
En 1983, deux visions de la lutte armée s'opposent au sein de l'Asala : d'une part le chef historique de l'Asala, Hagop Hagopian, d'autre part quelques membres actifs de l'organisation, dont Monte Melkonian. Bien que les lignes de fracture se soient creusées au fil des années, les tirs sur les deux plus proches collaborateurs d'Hagopian dans un camp militaire au Liban ont finalement conduit à une brèche ouverte. Cette action impétueuse a été perpétrée par un individu qui n'était pas étroitement lié à Melkonian. Cependant, à la suite de cette action, Hagopian se vengea en torturant et en exécutant personnellement deux des camarades les plus chers de Melkonian, Garlen Ananian et Aram Vartanian.
Cette rupture au sein de l'organisation explique en partie le départ de Melkonian pour la France, où il est arrêté en novembre 1985, puis jugé notamment pour port d'arme illégal et finalement condamné à six ans de prison par la justice française.

#### Emprisonnement en France
À la suite de cette scission, Melkonian a passé plus de deux ans dans la clandestinité, d'abord au Liban puis en France . Après avoir témoigné secrètement pour la défense au procès du militant arménien et braqueur de banque accusé Levon Minassian, il a été arrêté à Paris en novembre 1985 et condamné à six ans de prison pour possession de papiers falsifiés et port d'arme de poing illégale.
Melkonian a passé plus de trois ans dans les prisons de Fresnes et de Poissy. Il a été libéré début 1989 et envoyé de France au Yémen du Sud, où il a retrouvé sa petite amie Seda. Ensemble, ils ont passé un an et demi à vivre clandestinement dans divers pays d’Europe de l’Est, dans une pauvreté relative, alors que les régimes du Bloc de l’Est se désintégraient les uns après les autres.

### Le chef militaire
Il « réapparaît » le 6 octobre 1990 en Arménie soviétique.
Ses premiers mois en Arménie sont consacrés à la rédaction d'une monographie consacrée au royaume d'Urartu ; en effet, Melkonian a une formation d'historien.
En août 1991, il se marie avec Seta Kbranian, sa compagne rencontrée au Liban.
Dès 1991, Monte Melkonian se met au service des forces armées du Haut-Karabagh naissantes ; en septembre 1991, il combat dans la région du Chahoumian, où il participe à la conquête des villages d'Erkej, Manashid ou encore de Buzlukh.
En février 1992, il se rend à Martouni (Khojaven) ; où il devient rapidement le chef du détachement armé du Martouni.
En avril 1993, il est l'un des principaux stratèges arméniens de la conquête de Karvachar, la capitale de la région de Chahoumian.
Monte Melkonian est tué le 12 juin 1993. Il est inhumé le 19 juin 1993, avec les honneurs militaires, au cimetière d'Erablur à Erevan, en présence de Levon Ter-Petrossian, alors président de la république d'Arménie.

## Opinions politiques et morales
Melkonian était un nationaliste arménien et un socialiste révolutionnaire. Au début des années 1990, il considérait le Karabakh comme une « cause sacrée ». Il aurait déclaré : « Si nous perdons le Karabakh, nous tournons la dernière page de l'histoire de notre peuple. »
Dans un article intitulé « L'impérialisme dans le nouvel ordre mondial », il a déclaré son soutien aux mouvements nationalistes à tendances socialistes en Palestine, en Afrique du Sud, en Amérique centrale et ailleurs. Il a également épousé l'environnementalisme dans une perspective anticapitaliste.
Melkonian aurait mené une vie exemplaire en ne fumant pas et en ne buvant pas. Melkonian a préconisé que les socialistes révolutionnaires doivent mener « une vie pratique et autodisciplinée » et éviter les « habitudes autodestructrices » telles que fumer ou boire de l'alcool : « En diminuant gravement l'autodiscipline d'une personne, ces dépendances inhibent une personne. de devenir membre de l'avant-garde, et surtout de la guérilla ou fedai. » Melkonian est largement connu pour avoir interdit à ses soldats de consommer de l'alcool. Il a également établi une politique de collecte d'un impôt en nature sur le vin de Martouni, sous forme de diesel et de munitions pour ses combattants. Melkonian a également brûlé des champs cultivés de cannabis au Karabakh.

## Image publique
Melkonian était devenu une légende en Arménie et au Karabakh au moment de sa mort. En raison de ses opinions socialistes et nationalistes arméniennes, un auteur l'a décrit comme un mélange entre le commandant militaire arménien du début du XXe siècle, Andranik, et le révolutionnaire marxiste Che Guevara. Thomas de Waal l'a décrit comme un « guerrier professionnel et un nationaliste arménien extrême » qui est « le commandant arménien le plus célèbre » de la guerre du Haut-Karabakh. Raymond Bonner a écrit en 1993 que Melkonian avait du charisme et de la discipline, raison pour laquelle il « est rapidement devenu le commandant le plus estimé de la guerre du Karabakh ». L'historien Razmik Panossian a écrit que Melkonian était « un commandant charismatique et très compétent ».

## Hommages
La distinction de Héros national de l'Arménie, la plus haute décoration remise par la République d'Arménie, lui est attribuée à titre posthume, le 20 septembre 1996.

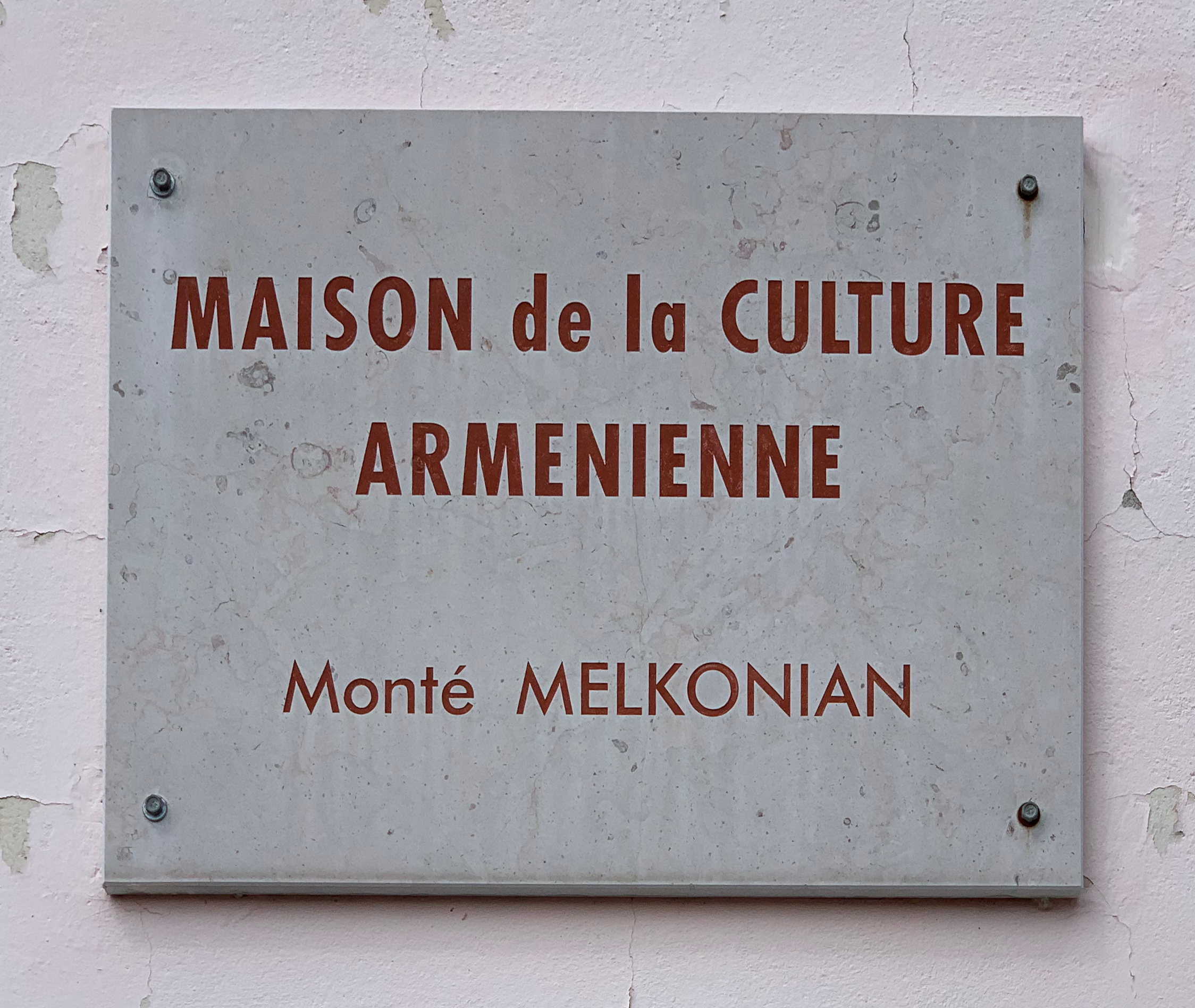
Plaque de la MCA de Charvieu-Chavagneux.

La maison de la culture arménienne de Charvieu-Chavagneux porte le nom de Monte Melkonian.